# 上方講談協会

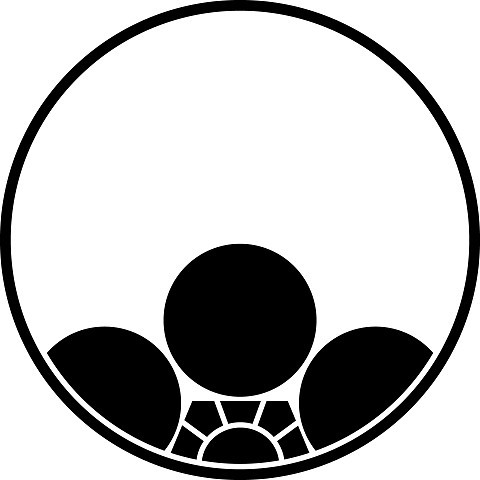
「覗き梅鉢」は旭堂一門の定紋である。

上方講談協会（かみがたこうだんきょうかい）は、主に関西・名古屋地区を中心に活動する講談師が組織する団体。上方講談を中心とする寄席芸能の普及向上、継承・保持を図り、日本の文化の発展に寄与することを目的としている。現会長は旭堂南左衛門。協会設立を1949年とするが、実際には1979年設立である。
ここでは、上方講談協会から分かれた大阪講談協会・なみはや講談協会についても言及する。

## 沿革
上方と江戸の講談で、演目や口調に大きな違いはなく、上方講談は単に地理的な関係を表す言葉である。関東と関西でお互いにネタを教え合うことも行われる。
上方講談は「軍談」と「神道講釈」の二つの流れが融合したもので、大正時代に立川文庫の生みの親である玉田玉秀斎などの玉田派が上方講談界を席巻した。その後、玉田、松月堂など上方講談の一門は昭和初期で命脈が尽き、本来の上方講談の系譜はいったん絶えたと言える。
本来は江戸の屋号である旭堂のみが残り、2代目旭堂南陵の奮闘もあって、上方講談唯一の屋号として今日まで継承されている。
戦後になると、上方落語以上に衰退著しい上方講談は、江戸講談の系譜に連なる2代目旭堂南陵と2代目旭堂小南陵父子のみの状態となった。そのような中で、1965年11月に2代目旭堂南陵が没し、2代目小南陵は3代目旭堂南陵を襲名した。1976年、3代目南陵はみずからの一門を「上方講談協会」と称し、1979年には正式に上方講談協会を創設して初代会長に就任した。この際、協会設立を1949年としたが、これは3代目南陵とその弟子が大阪府の助成金獲得と権威付けのため、関西演芸協会の設立年度と合わせたはったりであった。
一龍斎貞鳳『講談師ただいま24人』によれば、講談師は東京が23名、上方は三代目南陵ただ一人と書き記されており、3代目の孤軍奮闘が長く続いた。その後、協会員は増加したものの、2003年に協会内で内紛が勃発し、3代目旭堂小南陵らが同協会から除名され、「大阪講談協会」を創設した（その後、さらに上方講談協会から「なみはや講談協会」が分裂した）
2005年、初代会長の3代目旭堂南陵が没し、旭堂南左衛門が二代目会長に就任。現在、本協会は南左衛門一門のみが在籍する団体となっている。

## 協会員
- 旭堂南左衛門（第2代会長）
- 旭堂南舟
- 旭堂南斗
- 旭堂南鷹（副会長）
- 旭堂南歌
- 旭堂南亰（副会長）
- 旭堂南扇
- 旭堂南楽
- 旭堂南雲
- 旭堂南歩
- 旭堂南丸

### 名古屋支部
- 旭堂南文字
- 旭堂南門
- 旭堂南山
- 旭堂南之助
- 旭堂南生
- 旭堂南月

### 過去の会員
- 旭堂南龍